# Jean de Nicolaÿ (évêque)
Jean de Nicolaÿ (mort à Avignon en mars 1533)  est un ecclésiastique évêque d'Apt de 1527 à 1533.

## Biographie
Jean de Nicolaÿ, docteur en droit, est  issu de la famille de Nicolaï.
Il est initialement dès 1522-1523 prévôt de la cathédrale Notre-Dame de Saint-Paul-Trois-Châteaux et précenteur de la cathédrale Saint-Vincent de Viviers mais également dès 1514 coadjuteur de l'évêque d'Apt Jean de Montaigu.
Il réside à Avignon car il exerce pendant plusieurs années la fonction de vice-légat sous l'administration du légat pontifical à Avignon François Guillaume de Castelnau de Clermont-Lodève.
À l'annonce prématurée du décès de Jean de Montaigu, il est désigné comme évêque d'Apt en 1520 et il porte alors jusqu'en 1527 le titre d'évêque élu avant qu'à la disparition effective de son prédécesseur il ne reçoive ses provisions le 23 octobre 1527.
Pendant son épiscopat il fit reviser et imprimer à Lyon en 1532 le bréviaire de son diocèse. Il meurt en 1533 à Avignon.